# The Mirage
Pour les articles homonymes, voir Mirage (homonymie).

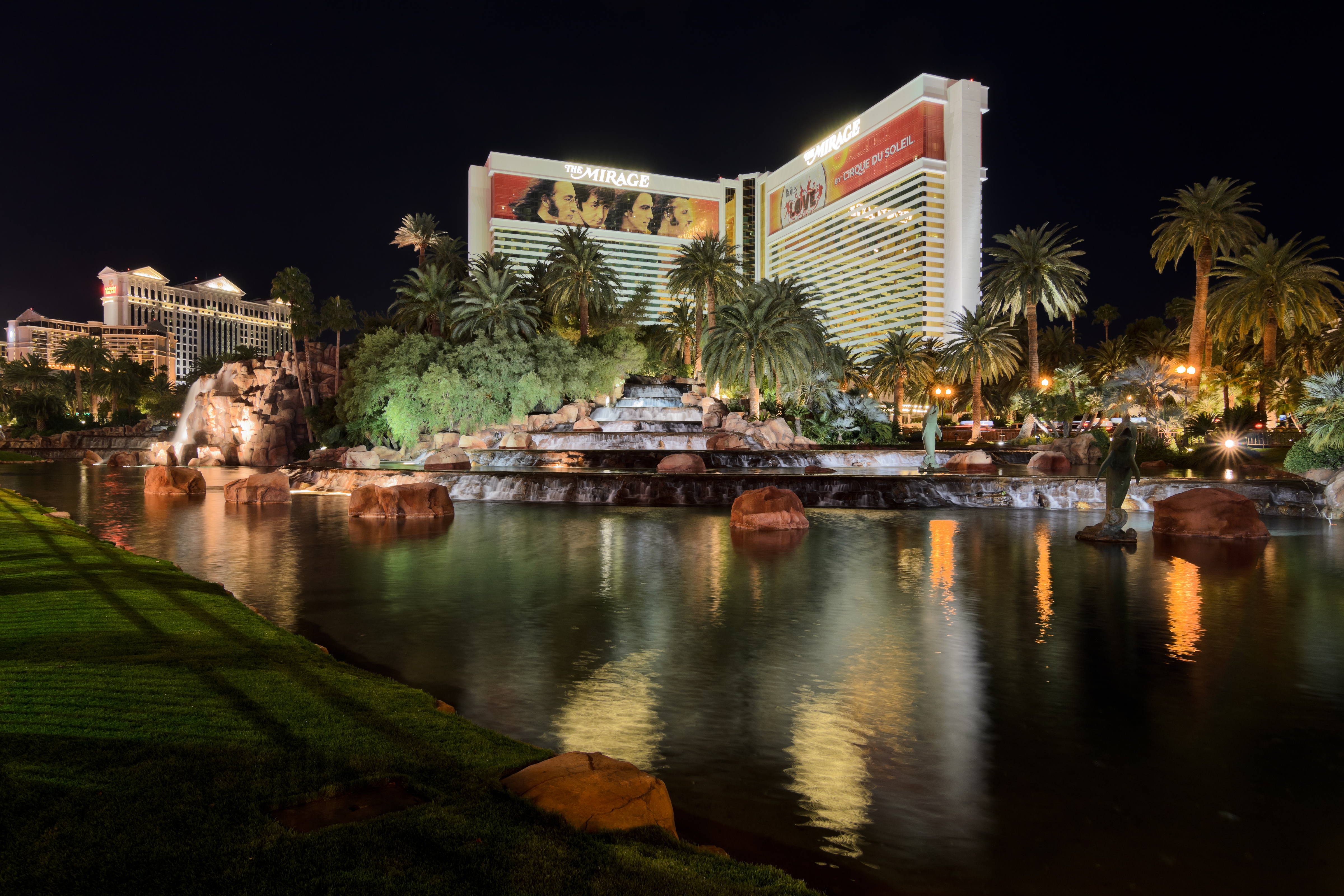
Le mirage de nuit. Décembre 2013.

L'hôtel The Mirage est un des premiers grands complexes hôteliers de Las Vegas, dans l'État du Nevada. Il propose 3 044 chambres et sa construction a coûté 730 millions de dollars. Dans l'hôtel, un aquarium de 90 000 litres environ, un habitat pour les dauphins, un habitat pour les tigres blancs, quelque mille palmiers de vingt mètres de haut et un volcan artificiel entrant en éruption régulièrement font le décor. L'intérieur est principalement orné de marbre. Il y a 31 étages sur une hauteur de 102 mètres (335 pieds).

## Historique
Les autorités locales décident à partir de 1989 de diversifier la ville afin d'attirer une clientèle plus familiale et consensuelle. C'est à ce moment-là que le gigantesque hôtel The Mirage sort du sable grâce à l'homme d'affaires Steve Wynn, pour ouvrir ses portes en novembre 1989. The Mirage remplace l'ancien Castaways hôtel-casino. Lors de son ouverture, le Mirage appartient à la société Mirage Resort : aujourd'hui il est aux mains de la MGM Mirage (né d'une fusion entre le groupe MGM et le groupe Mirage Resort).
Son impact sur la ville est remarquable car avec le Mirage, Steve Wynn instaure une nouvelle norme pour la construction d'hôtels à Vegas. Wynn est aujourd'hui considéré comme l'un des pères du Las vegas moderne, en particulier grâce à l'ouverture du Mirage, qui redonne à Las Vegas la fréquentation touristique qu'elle a perdu dans les années 1970 : à cette époque, le New Jersey légalise les jeux d'argents et Atlantic City gagne des clients sur Vegas.
Entre 1990 et 2003, le Mirage reçoit le spectacle de Siegfried & Roy. Les deux hommes combinent illusions et domptage d'animaux sauvages. C'est l'une des plus populaires attractions de Vegas jusqu'en 2003, quand Roy Horn est blessé par un de ses tigres. Leur numéro est alors remplacé par l'habitat des tigres blancs.
En 1993, le Mirage reçoit le Cirque du soleil.
En 2004, c'est l'humoriste et chanteur Danny Gans et son spectacle qui apportent à l'hôtel un vrai divertissement.
En 2005, le Mirage voit rénover et remplacer plusieurs de ces restaurants. Entre autres, ouvre The Revolution Ultra-Lounge sur le thème des Beatles.
Depuis 2007, le Cirque du Soleil est de retour sur les planches du Mirage avec le spectacle Love, un spectacle sur les Beatles.
En 2008, le Mirage a achevé une rénovation complète de l'ensemble des chambres.

## Changement de propriétaire
En 2019, Hard Rock International, l'entreprise derrière tous les Hard Rock Café, Hotels, Resorts, Casinos... exprime son intérêt dans l'idée d'acheter une propriété sur le Strip de Las Vegas afin d'obtenir un nouveau Hard Rock Hotel, faisant ainsi suite à la vente, en 2018, du Hard Rock Hotel and Casino de Las Vegas à Richard Branson et son groupe Virgin. En août 2021, Vici Properties a accepté d'acheter MGM Growth Properties, une succursale du Groupe MGM, à qui appartenait le Mirage. Trois mois plus tard, MGM annonce qu'ils entament le processus de vente des opérations du Mirage. Le groupe MGM Resorts opérait d'ores et déjà neuf hotels-casinos sur le Strip (Le Excalibur, le Luxor, le Mandalay Bay, le Delano, le MGM Grand Las Vegas, le Mirage, le New York - New York, le Vdara, l'Aria, et il venaient de vendre, en 2019, les murs du Bellagio et du Circus Circus), et était sur le point d'en ajouter un dixième (le Park MGM, ex-Monte Carlo). Le PDG du groupe, William Hornbuckle, a annoncé que l'hôtel "était au bas de l'échelle de la quantité de capital que nous lui attribuerions au cours d'une période donnée dans un avenir proche. Nous avons donc pris la décision stratégique de le vendre".
En décembre 2021, Hard Rock International a annoncé qu'ils achèteraient le Mirage pour 1,075 milliard de dollar (soit 945,35 millions d' euros). D'après le contrat, Hard Rock devrait se conformer à un accord de location longue durée avec Vici, et renommerait le Mirage le Hard Rock Las Vegas. La vente doit être finalisée durant la deuxième moitié de 2022. MGM gardera la propriété du nom Mirage et le louerait sous forme de licence à Hard Rock pour au moins trois ans, jusqu'à ce que le changement de nom prenne effet,. Le Mirage recevra une rénovation complète d'après les termes du contrat, et Hard Rock a pour intention de construire, en lieu et place du volcan faisant l'animation de l'hôtel, une tour de 1 000 chambres en forme de guitare, comme ils l'ont déjà fait à Hollywood, en Floride (et non pas en Californie). Il reste cependant une incertitude : d'après des propos rapportés par USA Today, le président Jim Allen annonce que la décision de détruire ou non le Mirage n'a pas encore été prise, mais que, en revanche, il y aura, sans aucun doute, une tour en forme de guitare.

## Les services de l'hôtel

### Les chambres
- resort king
- resort queen
- resort tower king
- mirage suite
- hospitality suite
- penthouse suite
- tower suite
- the suite life
- 2 bedroom villa
- 3 bedroom villa
- 1 bedroom lanais
- 2 bedroom lanais
- 3 bedroom lanais

### Les restaurants et les bars
| - STACK - Pantry - Tom Collichio's Heritage Steak - Osteria Costa - OTORO - LVB Burgers and Bar - Cravings |  | - California Pizza Kitchen - Starbucks - Blizz Frozen Yogurt - Roasted Bean - Paradise Café - Carnegie Delicatessen |

L'hôtel dispose aussi de nombreux bars et lounge : Onda Bar, Sport Bar, Dolphin Bar, Paradise Cafe, Ava Bar & Lounge, VIP Lounge, Baccara Lounge, High-Limit Lounge,

### Les divertissements

#### Nightclubs
- L'hôtel compte deux nightclubs : Jet et Revolution Lounge.

#### Jeux d'argent
- Le casino offre de nombreuses tables de jeux, 2 245 machines à sous, une salle de poker, et un Race & Sport Book (Salle de paris sportifs) composé de 25 télévisions et 10 écrans géants.
- On trouve plusieurs attractions au Mirage dont :
  - White Tiger Habitat
  - Secret Garden
  - Dolphin Habitat
  - Mirage volcano
- L'hôtel propose deux spectacles : 
  - The Man of many Voices, spectacle du chanteur Danny Gans, dans le Danny Gans Theatre de 1 260 places assises.
  - Le spectacle Love (basé exclusivement sur le répertoire des Beatles) du Cirque du Soleil.
- L'hôtel dispose aussi d'un Spa, d'une piscine, d'un centre d'affaires, et d'un Centre de Convention d'environ 15 790 m2.

## The Mirage au cinéma et à la télévision
The Mirage apparaît dans le jeu vidéo Grand Theft Auto: San Andreas sous le nom de « The Visage ».
C'est dans cet hôtel que loge la famille Griswold dans le film Vegas Vacation (1997). On les voit notamment assister au spectacle de Siegfried & Roy qui furent longtemps la principale attraction de l'hôtel.
L'hôtel est aussi l'un des trois ciblés par le braquage de Danny Ocean et ses complices dans Ocean's Eleven (avec le MGM Grand et le Bellagio).